# فرانك نوفاك
فرانك نوفاك (بالإنجليزية: Frank Novak)‏ هو مصمم إضاءة ومخرج وممثل أمريكي، ولد في 4 مارس 1945 بشيكاغو في الولايات المتحدة.

## أعمال

### أفلام
- (1992) نيوزيس
- (1996) يوم الاستقلال[5][6]

## وصلات خارجية
- فرانك نوفاك على موقع IMDb (الإنجليزية)
- فرانك نوفاك على موقع ألو سيني (الفرنسية)
- فرانك نوفاك على موقع أول موفي (الإنجليزية)
- فرانك نوفاك على موقع قاعدة بيانات الأفلام السويدية (السويدية)
- فرانك نوفاك على موقع قاعدة بيانات الفيلم (الإنجليزية)
- فرانك نوفاك على موقع كينوبويسك (الروسية)